# Javier Hernández-Pacheco Sanz
Javier Hernández-Pacheco Sanz (Madrid, 1953-Sevilla, 17 de noviembre de 2020) fue profesor catedrático de Filosofía de la Universidad de Sevilla. Visiting Scholar en la Universidad de Columbia, Nueva York (1985-86), en el MIT, Cambridge, Massachusetts y en la Northwestern University, Evanston, Illinois (1992) y en la Universidad de Oxford, Reino Unido (2005-2006).

## Biografía
Nace en Madrid, 1953. Estudia bachillerato en Mérida, después Filosofía y Letras en la Universidad Complutense de Madrid (1970-1975). Obtiene el doctorado con una tesis sobre Santo Tomás de Aquino, bajo la dirección de D. Antonio Millán Puelles (1980). Estudia Filosofía, Pedagogía e Historia en la Universidad de Viena (1977-1981), donde también obtiene el grado de doctor con una disertación sobre Martin Heidegger dirigida por el profesor Dr. Johann Mader (1982). 
Becario postdoctoral del PNFPI, Universidad de Viena, 1980-81. Vuelve a España (Sevilla) con una Beca del Plan de Reinserción de Personal Investigador en el Extranjero (1981-82). Allí obtiene la plaza de Profesor Agregado Interino (1982-3) y más tarde la de Profesor Adjunto de Universidad de “Antropología” (1983-87). En 1986 obtiene la Cátedra de Filosofía.
Falleció en Sevilla el 17 de noviembre de 2020 como consecuencia de una infección por COVID-19.

## Publicaciones
Libros
- Subjetividad y reflexión. Tres estudios de antropología fundamental. Sevilla: Publicaciones de la Universidad de Sevilla, 1983.

- Die Auflösung Des Seins. Die Entwicklung einer phänomenologischen Ontologie im Denken Martin Heideggers. Wien: Verband der Wissenschaftlichen Gesellschaften Österreichs, 1983.

- Acto y substancia. Estudio a través de Santo Tomás de Aquino. Sevilla: Publicaciones de la Universidad de Sevilla. 1984.

- Modernidad y cristianismo. Ensayo sobre el ideal revolucionario. Madrid: Rialp, 1989.

- Friedrich Nietzsche. Estudio sobre vida y trascendencia. Barcelona: Herder, 1990.

- Elogio de la riqueza. Elementos de filosofía de la economía. Barcelona: Tibidabo Ediciones, 1991.

- Los límites de la razón. Estudios de filosofía alemana contemporánea. Madrid: Tecnos, 1992.

- La conciencia romántica. Con una antología de textos. Madrid: Tecnos. 1995.

- Corrientes actuales de filosofía. La Escuela de Frankfurt. La filosofía hermenéutica. Madrid: Tecnos. 1996

- Corrientes actuales de filosofía (II). Filosofía social. Madrid: Tecnos, 1997

- Hypokeímenon. Origen y desarrollo de la tradición filosófica. Madrid: Encuentro, 2008. ISBN 978-84-7490-692-9.

- Usted Primero. Filosofía de las buenas maneras. Madrid: Encuentro, 2004. ISBN 8426904629.

- El Duelo de Athenea. Reflexiones filosóficas sobre Guerra, Milicia y Humanismo.. Madrid: Encuentro, 2008. ISBN 978-84-7490-903-6.

- ¿Alguien entiende a Dios? Reflexiones sobre el Catecismo de un profesor de filosofía Archivado el 17 de noviembre de 2019 en Wayback Machine.. Madrid: Sekotia, 2014

- Hegel. Introducción e interpretación. Sevilla: KDP-Amazon, 2016

- Metafísica. Sevilla: KDP-Amazon, 2017

- Fundamento o Abismo. Filosofía y crisis de la teología contemporánea. Sevilla: KDP-Amazon, 2019

Recopilaciones de otros escritos publicados en revistas y obras colectivas
- Escritos varios (I). 1983-1996. Sevilla: Autoedición, 2019

- Escritos varios (II). 1997-2012. Sevilla: Autoedición, 2019

- Escritos varios (III) 2012-2019. Sevilla: Autoedición, 2019

Otros escritos publicados recogidos y reeditados en: Escritos varios (I). 1983-1996
- «Diálogo y dialéctica. Consideraciones en torno al problema de la alteridad en G. W. F. Hegel». En: Anuario Filosófico. Vol. XVI. Núm. 2, 1983. Págs. 23-52

- «Praxis y trascendentalidad. La escisión de la razón y la idea heideggeriana de "Mundo"». En: Themata. Núm. 1, 1984. Págs. 75-87

- «Capitalismo y cristianismo. Reflexiones sobre el sentido humano del capitalismo». En: Cuadernos del Pensamiento Liberal. 1987. Págs. 61-83

- «La felicidad: lo bello, lo gustoso, lo difícil». En: Civilización mundial y cultura del hombre. Ed. José A. Ibáñez-Martín. Madrid: Publicaciones Educativas. 1988. Págs. 19-32

- «El problema contemporáneo de la racionalidad». En: Filosofía para un tiempo nuevo. Madrid: Real Sociedad Económica Matritense de Amigos del País, 1988. Págs. 103-113

- «Una reflexión sobre la banca internacional». En: Revista de Estudios Políticos. Núm. 66, 1989. Págs. 183-189

- «La idea de libertad y el problema de la cuádruple causalidad en Aristóteles». En: Razón y libertad. Eds. José A. Ibáñez-Martín y Rafael Alvira. Madrid: Rialp, 1990. Págs. 274-283

- «El velo de Isis. Elementos para una mariología romántica». En: Themata. Núm. 9, 1992. Págs. 197-213

- «Die Freiheitsleidenschaft Beim Jungen Schelling. Zum Ursprung und Wesen der Romantik». En: Philosophie der Subjektivität? Zur Bestimmung des neuzeitlichen Philosophierens, Bd. 1. Stuttgart-Bad Cannstatt, Alemania. Fromann-Holzboog. Vol. 2. 1993. Págs. 417-430

- «Esclavitud y dignidad en Aristóteles. Réplica a Higinio Marín». En: Themata, Núm. 12, 1994. Págs. 111-118

- «Fe y Reflexión. Réplica a Jacinto Choza y Juan Arana». En: Themata. Núm. 16, 1996. Págs. 229-242

- «Jorge Manrique, Garcilaso y Quevedo: Sobre el amor y la muerte». En: Comentarios de textos literarios hispánicos. Homenaje a Miguel Ángel Garrido. Eds. Esteban Torre y José Luis García Barrientos. Madrid: Síntesis. 1997. Págs. 245-257

- «Novalis: el mito de Sais en la conciencia romántica». En: Alemania y las culturas de oriente medio. Eds. Fernando Magallanes y Juan Antonio Pacheco. Sevilla: Kronos Universidad. 1997. Págs. 121-134

- «Liberalismo y dignidad humana. Consideraciones sobre el Catecismo de la Iglesia Católica». En: Estudios sobre el Catecismo de la Iglesia Católica. Ed. Fernando Fernández.Madrid: Unión Editorial. 1996. Págs. 697-720

Otros escritos recogidos y reeditados en: Escritos varios (II). 1997-2012
- «Habermas, Rawls, Buchanan: Sociedad, sujeto y cambio de paradigma». En: Pensar lo Humano. Actas del II Congreso Nacional de Antropología Filosófica. Eds. José Luis Pallares, Jacinto Choza, Jesús Muga. Madrid: Iberoamericana-Shaf. 1997. Págs. 345-350

- «Utopías, en plural». En: Nueva Revista de Política, Cultura y Arte. Vol. 55, 1998. Págs. 50-65

- «El cine, ideal romántico de arte total». En: El Gnomo: Boletín de Estudios Becquerianos. Vol. 7, 1998. Págs. 133-144

- «El cielo. una reflexión contemporánea». En: Infierno y paraiso. Ed. Jacinto Choza. Madrid: Biblioteca Nueva, 2004. Págs. 133-151

- «De fontaneros y filósofos. Homenaje a Manuel Pavón». En: Thémata. 2004. Págs. 27-31

- «Libertad y medio-ambiente. Reflexiones para un nuevo ecologismo». En: Libertades. Eds. Jesús Tejada y Fco. José Ortega. Huelva: Hergué Editorial, 2005. Págs. 67-86

- «El problema de la muerte en J. Vicente Arregui». En: Thémata. Núm. 37, 2006. Págs. 63-76

- «Cristianismo y secularización. Reflexiones sobre unos textos de G. W. F. Hegel». En: Pluralismo y secularización. Ed. Jacinto Choza. Madrid: Plaza y Valdés, 2009. Págs. 113-125

- «¿Qué significa ser libre?». En: Thémata. Núm. 41, 2009. Págs. 474-481

- «De espejos y sistemas nerviosos. La mecánica de la reflexión». En: Neurofilosofía. Perspectivas contemporáneas. Eds. Juan Arana, Fco. Rodríguez Valls, Concepción Diosdado. Sevilla: Plaza y Valdés, 2010, Págs. 141-150.

- «El círculo de Jena o la filosofía romántica». En: Fedro. Revista de Estética y Teoría de las Artes. Núm. 9, 2010. Págs. 16-29

- «La piedad como virtud militar, o por qué vale más honra que barcos». En: Diálogo Filosófico. Vol. 79, 2011. Págs. 33-44

- «Existencia y riesgo. Una antropología de la 'revuelta' en Jesús Arellano». En: Semillas de verdad. Vida y obra de Jesús Arellano. Eds. J. Mª  Prieto, F. Fernández, J. Arana. Sevilla: Fundación de Cultura Andaluz, Asociación La Rábida, 2012, págs.. 244-265.

Otros escritos recogidos y reeditados en: Escritos varios (III). 2012-2019
- «Oficial y caballero. El paradigma militar en una cultura post-heroica». En: En una sociedad posheroica: la transformación del paradigma militar. Monografías del CESEDEN, 127. Ed. Cayetano Miró Valls. Madrid: Ministerio de Defensa, 2012. Págs. 171-202

- «La emergencia de la reflexión. Sobre la idea romántica de naturaleza». En: La inteligencia en la naturaleza. Del relojero ciego al ajuste fino del universo. Ed. Francisco Rodríguez Valls, Madrid: Biblioteca Nueva, 2012, págs. 61-73

- «Face to face philosophy. El fenómeno cultural de los 'círculos' y la esencia 'interlocutiva' del pensamiento (Mutis: de La Rábida a AEDOS, pasando por Sevilla y Pamplona)». En: Ferdinandi liber amicorum. Homenaje a Fernando Fernandez-Rodríguez. Ed. por José Andrés-Gallego. Madrid: 2013. Págs. 37-53

- «Natura naturans, natura naturata: ¿evoluciona Dios? Hacia una relativa, y prudente, reivindicación del 'hylozoismo'». En: Naturaleza y Libertad. Revista de estudios interdisciplinares, 2 (2013), págs., 115-133. Volumen monográfico con el título: Monismo, dualismo, pluralismo (Actas Symposium con el mismo título, Sevilla, Octubre 2012).

- «Actividad y existencia. Claves para una lectura vitalista de Aristóteles». En: Escribir en las almas. Estudios en honor de Rafael Alvira. Eds. Montserrat Herrero et al. Eunsa: Pamplona, 2014, págs. 443-463

- «Construir, habitar, proyectar. Claves para una idea romántica de arquitectura». En: Fedro, Revista de Estética y Teoría de las Artes. Número 13, febrero de 2014, págs. 1-16

- «Evolución, erotismo y origen de las especies. De vuelta desde Darwin a Platón y Aristóteles». En: Naturaleza y libertad. Revista de Estudios interdisciplinares, 4 (2014), págs. 63-96.

- «Intelecto agente, forma formarum, libertad. De Aristóteles a Hegel, y vuelta a Tomás de Aquino». En: Themata. Revista de filosofía, 50 (2014), págs., 69-94.

- «Filosofía y ciencia. Propuesta de una solución hermenéutica al problema de su discontinuidad». En: Naturaleza y Libertad. Revista de estudios interdisciplinares, 5 (2015), págs., 53-66.

- «La ciencia romántica. Intento de respuesta a una réplica de j. Arana». En: Naturaleza y libertad: revista de estudios interdisciplinares, Vol. 6, N.º 1, 2016, págs. 165-173

- «La imaginación al saber. Topología de la vida vs. fenomenología del espíritu en Jacinto Choza». En: Hombre y cultura. Estudios en homenaje a Jacinto Choza. Francisco Rodríguez Valls y Juan J. Padial (eds.). Sevilla: Themata Editorial, 2017

- «Arte, religión, filosofía. La doble posible interpretación del Espíritu Absoluto en G. W. F. Hegel». En: Contrastes: revista internacional de filosofía, Vol. 22, N.º 3, 2017 (Ejemplar dedicado a: El legado de Grecia en la filosofía alemana)

- «Tolerancia y convicción. Discutiendo con J. Rawls sobre multiculturalismo y corrección política». En: Diálogo filosófico, N.º 98, 2017, págs. 249-265

- «Erotismo y corporalidad. Reivindicación del sexo salvaje». En: Naturaleza y libertad: Revista de Estudios Interdisciplina-res, Vol. 10, N.º. 1, 2018, págs. 155-170